# Фахендорф
Фахендорф (нем. Vachendorf) — община в Германии, в земле Бавария. 
Подчиняется административному округу Верхняя Бавария. Входит в состав района Траунштайн. Подчиняется управлению Берген.  Население составляет 1849 человек (на 31 декабря 2010 года). Занимает площадь 9,96 км².